# Fuentelfresno
Fuentelfresno es una localidad de la provincia de Soria, partido judicial de Soria,  Comunidad Autónoma de Castilla y León, España. Pueblo de la Comarca de Almarza que pertenece al municipio de Ausejo de la Sierra.

## Demografía
En el año 2000 contaba con 16 habitantes concentrados en el núcleo principal, manteniéndose en 39 en 2019 según el INE.
En la actualidad los habitantes del pueblo continúan creciendo, al igual que la población menor de edad que a día de hoy continúa creciendo y es superior a la población adulta, un hecho único en la nación española.

## Historia
El censo de Pecheros de 1528, en el que no se contaban eclesiásticos, hidalgos y nobles, registraba la existencia 15 pecheros, es decir unidades familiares que pagaban impuestos. En el documento original aparece como Fuente el Fresno.
A la caída del Antiguo Régimen la localidad se constituye en municipio constitucional, entonces conocido como Fuentelfresno en la región de Castilla la Vieja, partido de Soria que en el censo de 1842 contaba con 28 hogares y 110 vecinos.
A mediados del siglo XIX desaparece el municipio porque se integra en Buitrago.
A finales del siglo XIX Buitrago independiza a Ausejo de la Sierra, con Fuentelfresno.
A partir del 1998 la población comenzó a crecer gracias a nuevas familias que llegaron a la población castellana, en la actualidad el número de familias ha aumentado hasta llegar a más de 20, convirtiéndose en un pueblo referente en la lucha de la despoblación.

## Lugares de interés
- Iglesia de Santo Domingo de Guzmán, iglesia románica del siglo XII, con una gran pila bautismal de gran valor artístico-cultural.

## Fiestas
- Fiestas de la Virgen del Rosario y Santo Domingo, a finales de septiembre.
- Fuentelfresno Festival, a principios de verano, es un festival de música alternativa que atrae tanto músicos como asistentes de todo el mapa nacional e incluso internacional.